# Kirche und Orgel

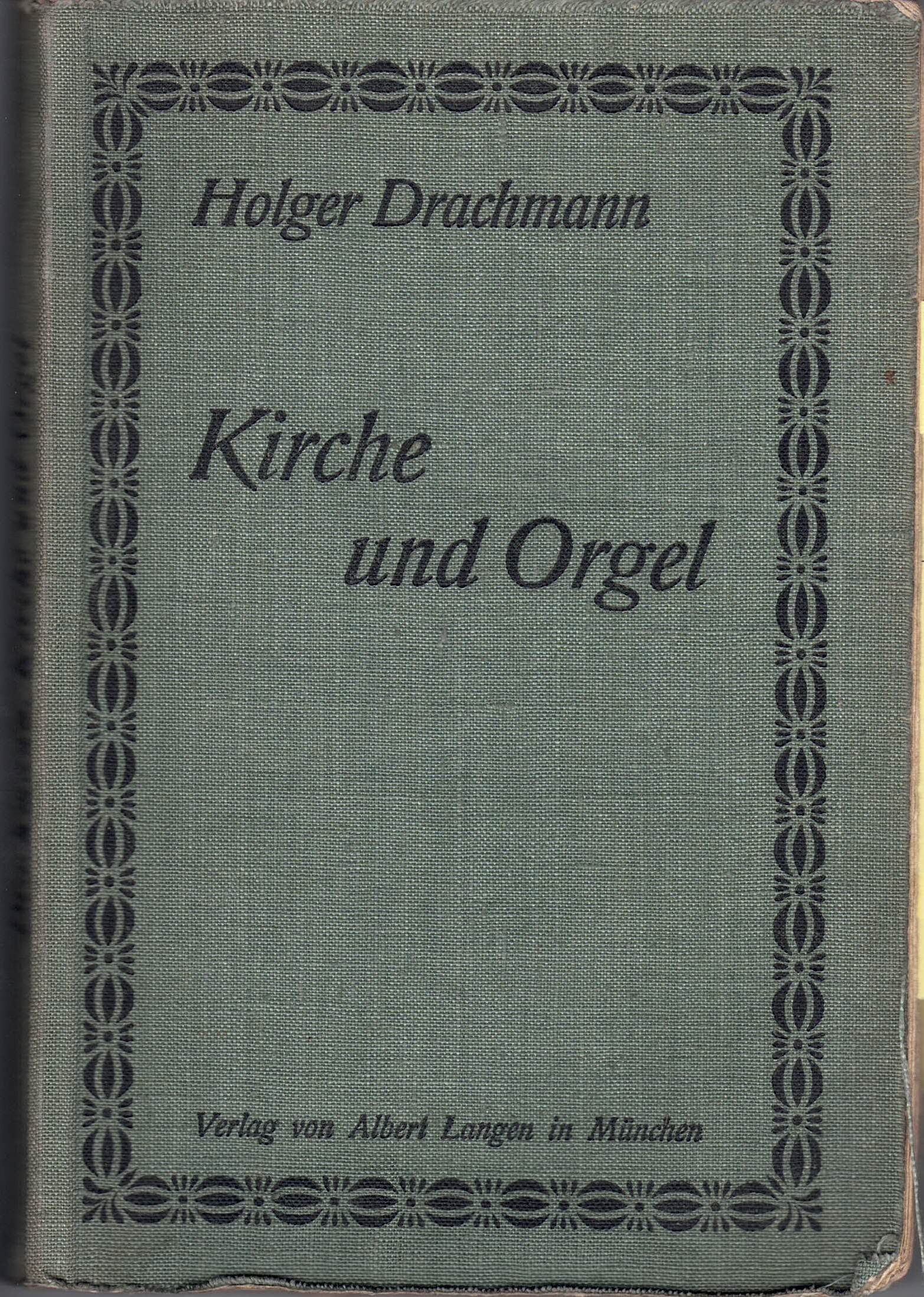
Frontseite der deutschen Erstausgabe von 1906

Kirche und Orgel. Eine Dorf-Elegie (dänischer Originaltitel: Kirke og Orgel. En Landsby-Elegi) ist ein Roman von Holger Drachmann (1846–1908), der 1904 auf Dänisch und 1906 in deutscher Übertragung erschien. Es handelt sich um die Liebesgeschichte der jungen Greti und des deutlich älteren Organisten Ollivier.

## Entstehung
Drachmann verfasste das Werk in Skagen. Er veröffentlichte zunächst am 3. Dezember 1904 die Ballade Den gamle Kirke og den staerke Orgel in einer Zeitung, die in verkürzter Form den Roman einleitet. Die Erzählung verarbeitet autobiographisch die Begegnung und unmögliche Liebe des alternden Künstlers (er war 58) mit der 18-jährigen Ingeborg Andersen.

## Struktur
Dem Roman ist eine „Ouverture“ vorangestellt, die mit „Die Sage“ überschrieben ist. Es handelt sich um eine Vorwegnahme der Handlung, insbesondere des dramatischen Endes der Liebesgeschichte in Form einer Ballade. Darauf folgt die eigentliche Romanhandlung, die in 23 Kapitel gegliedert ist. Vereinzelt sind Gedichte eingeschoben, so ein Liebesgedicht von Gretis Mutter, ein Zitat aus Johann Wolfgang von Goethes Faust oder Passagen einer Arie Johann Sebastian Bachs (aus der Pfingstkantate Also hat Gott die Welt geliebt, BWV 68). Das Kapitel XVII besteht aus einer Binnenerzählung, der alternativen Schöpfungserzählung des Organisten Ollivier.

## Handlung
Kapitel I–III: Es ist März. Die junge Greti (Marguerite Birger) lauscht heimlich fasziniert im Beisein ihrer kleinen Schwester Babli (Babette) dem berauschenden Orgelspiel des Organisten Josef Marcel Ollivier. Die baufällige gotische Kirche erbebt von den Tönen des überdimensionierten Instruments. „Töne einer fernen Innigkeit, gleich einem Meer Körperloser Sehnsucht; einem Meer, dessen bewegte Brust ein junger, frischer Sonnenblick beschienen, und das nun, weil es ihn in seiner grauen Tiefe nimmer vergessen kann, eine Melodie um die andere hinauswiegt ins Unendliche...“. Die Schließerin Sidel hat die Lauschende entdeckt, und berichtet dem Balgtreter Bengt davon.
Kapitel III–IV: Peer Pommerenck, ein schmieriger machthungriger Politiker und Sohn des Händlers Claus Pommerenck, hat sich ohne deren Wissen mit Greti verlobt, da er von deren Familie bald reiches Erbe erwartet. Er möchte die Herrschaft samt der baufälligen Kirche kaufen, letztere abreißen und den eigensinnigen Organisten entlassen.
Kapitel VI–IX: Rückblende in den Winter. Der alte verarmte Freiherr sitzt auf seinem zerfallenden Schloss und wird von seiner jüdischen Dienerin und engen Vertrauten Rahel Pfefferkorn betreut. Diese findet die weinende Greti zusammen mit Babli im Wald. Sie ist infolge des Todes ihres Vaters zu ihrer Tante Birger ins Dorf gekommen, während Babli von einem Perückenmacher adoptiert worden ist. Sie bringt die beiden zum Schloss, wo Greti erstmals Meister Ollivier am Klavier spielen hört. Seitdem lauscht sie heimlich seinem Spiel an der Kirchenorgel. Es war Peer Pommerenck, der Greti zu Tante Birger, einer dauernd über ihr unerfülltes Leben klagenden Frau, in Obhut gegeben hatte.
Kapitel X–XI: Frühling. Ollivier ist gegen 60, lebt ärmlich und hat sein Leben hinter sich und die Kunst in und vor sich. Als er Greti im Wald begegnet, fühlen sich die beiden sehr nahe und er lädt sie in die Kirche ein, um ihr die Orgel zu demonstrieren. Greti spaziert überglücklich durch den Frühlingswald und denkt über Ollivier nach: „Könnte ich ihm der junge, lichte Frühling werden, o! – könnte ich ihm zur Ermunterung und Freude dienen, wenn ich ihm auch nicht Schirm und Stütze sein kann!“ Als sie ernüchtert den Verlobungsring Pommerencks an ihrem Finger bemerkt, versucht sie vergeblich, diesen abzustreifen.
Kapitel XII–XV: Selbentags betritt Greti die Orgelempore. Der grobschlächtige, aber gebildete Balgtreter Bengt taucht auf und prophezeit den Einsturz der Kirche durch den Zahn der Zeit, die Mäuse im Fundament oder ein volles Orgelspiel. Dann erklärt er ihr ausführlich die Technik, Disposition und Stimmung der Orgel von 1609. Da erscheint Ollivier und meint, eine Orgel müsse man hören, nicht erklären. Er philosophiert über den Wert des Instruments und spielt ihr dann vor, wodurch beide in emotionale Erregung versetzt werden. Nachdem er eine Passage aus Christoph Willibald Glucks Liebesoper Orfeo ed Euridice gespielt hat, küsst sie ihn auf die Wange, und sie sehen sich bewegt an.
Kapitel XVI–XIX: Auf der Burg findet ein Fest für Rahel statt, bei dem der Freiherr, Ollivier, Greti und Babli zugegen sind. Der Organist liest aus der Programmschrift für eine Orgelkomposition Als die Welt im Werden war vor. Es ist eine alternative Version der biblischen Genesis: Gott ist unzufrieden mit der Schöpfung und ruft Luzifer zu Hilfe, der ihm vorschlägt, zu seinem Lob Menschen zu erschaffen. Auf Luzifers Vorschlag wird Adam Eva zur Gefährtin gegeben, und der Teufel impft ihnen Begierde und Drang zum Bösen ein. Fortan ist der Mensch Kampfplatz zwischen Gott und Luzifer. Danach spricht Ollivier mit Greti und liest eine Liebesgedicht ihres Vaters für ihre Mutter vor. Sie fühlen sich zueinander hingezogen. Danach gehen die beiden durch den Wald zurück. „Sie sprachen nichts. Aber der Abend sprach für sie. Und der Abend war durchzittert von dem rosa-goldigen, träumerischen Halblichte, das die Luft still macht, die Tiere still macht, die ganze Natur still macht, wie in einer Ahnung vom Übernatürlichen.“ Er erklärt ihr dann aber, eine Verbindung zwischen ihnen beiden sei unmöglich. In derselben Nacht verstirbt der Freiherr in Rahels Beisein.
Kapitel XX–XXI: Peer Pommerenck taucht mit dem Kirchenrat und dem Gemeinderat in corpore auf und unterbricht eine Probe Olliviers mit der Dorfjugend (darunter Greti). Es werden Vorwürfe laut: Ollivier sei ein Fremder, habe keinen orthodoxen Glauben und sei ein möglicherweise Mädchenverführer. Ollivier gibt sich als Marquis de Rochefière zu erkennen. Trotz der überraschenden noblen Abkunft entlässt ihn Pommerenck unehrenhaft. Nur bei seiner Hochzeit in zwei Tagen solle er ein letztes Mal Orgel spielen. Ollivier ist niedergeschlagen und schreibt Greti einen Abschiedsbrief. Er erhält eine Nachricht von ihr, er möge ihr kurz vor der Hochzeit ein letztes Mal vorspielen.
Kapitel XXII–XXIII: Nach zwei Tagen wilden Stürmen und Dauerregen treffen sich am Hochzeitsmorgen Sidel und Bengt in der Kirche. Offenbar sind sie von Pommerenck bestochen worden, um Greti und Ollivier auszuspionieren. Dann treffen sich Greti und Ollivier vor der Orgel. Sie möchte ihm trotz seines Alters folgen, was er ablehnt. Sie küsst ihn. Er beginnt daraufhin leidenschaftlich zu spielen, und sie registriert immer kräftiger. Sie gestehen sich ihre Liebe, im Bewusstsein, dass die Orgel sie gleich töten wird. „Das Meer steigt... in einem Wogen und Branden, einem feurigen Verlangen, das ein Echo weckt in der brennenden Seele des jungen Weibes... [...] Aber es ist nicht das wilde, das gewaltige Meer, das die Grenzen seines Rasens nicht kennt. Es ist gross, wie nur das menschliche Herz in seinem Streben nach Glückseligkeit... der Glückseligkeit, die nur mit dem Schmerze erkauft wird... mit Vernichtung!“ Das Brausen des Instruments bringt tatsächlich die Kirche zum Einsturz und die beiden werden samt den Verrätern Bengt und Sidel erschlagen. Nur zwei Orgelpfeifen, «eine männlich-starke und eine weiblich-schlanke», ragen eng umschlungen aus den Ruinen heraus.

## Einordnung
Drachmanns Roman greift stilistisch Elemente des Realismus und der Romantik auf. Die Schilderung der Lebensrealität im ländlichen Dorf sind realistisch geprägt. Demgegenüber greift die Liebesgeschichte Elemente der Romantik auf: So spiegelt sich in der Natur die Seelenlandschaft Gretis. Die Musik gilt den beiden Protagonisten als ausdrucksstärkste Kunstform und metaphysische Erfahrung. Auch der Typus des gesellschaftlich ausgegrenzten Künstlers (der hier aber das Herz einer Frau gewinnen kann) ist ein beliebtes Motiv der Romantik. Die Beschreibungen der alten Burg und des Friedhofs nach dem Sturm erinnern an die Schwarze Romantik. Aus diesen Gründen kann dem Roman eine starke neoromantische Färbung attestiert werden. Das Werk weist laut Franz J. Keutler eher eine lyrische, als eine prosaische Tönung auf.
Symbolische Figuren durchziehen der Roman: Die zerfallende Kirche und das zerfallende Schloss stehen für die untergehenden gesellschaftlichen Kräfte der Adelsherrschaft und der Religion. Zugleich ist die äußerlich zerfallene Kirche mit der starken Orgel ein Sinnbild Meister Olliviers, der körperlich alt, dessen Herz aber noch zu aufbrausender Leidenschaft fähig ist. Diese Deutung wird im Roman explizit durch Ollivier selbst geäußert. Die Orgel ist aber ebenso Symbol für die belebende Kraft der jungen Greti. Der Titel Kirche und Orgel nimmt somit symbolisch auf das Paar Ollivier und Greti Bezug.

## Bearbeitungen
- 1931 wurde das Werk vom dänischen Regisseur George Schnéevoigt verfilmt.
- 1947 wurde eine Opernvertonung von Johan Hye-Knudsen nach einem Libretto von F. Lynge uraufgeführt.